# 949
| 949                |
| ------------------ |
| Dødsfald - Fødsler |
|                    |

| Gregoriansk kalender | 949 CMXLIX              |
| Ab urbe condita      | 1702                    |
| Armensk kalender     | 398 ԹՎ ՅՂԸ              |
| Kinesiske kalender   | 3645 – 3646 戊申 – 己酉 |
| Etiopisk kalender    | 941 – 942               |
| Jødisk kalender      | 4709 – 4710             |
| Hindukalendere       |                         |
| - Vikram Samvat      | 1004 – 1005             |
| - Shaka Samvat       | 871 – 872               |
| - Kali Yuga          | 4050 – 4051             |
| Iransk kalender      | 327 – 328               |
| Islamisk kalender    | 337 – 338               |

Se også 949 (tal)